# Hit Mania 2010
Hit Mania 2010 è una compilation di artisti vari facente parte della serie Hit Mania.
La compilation è mixata dal dj Mauro Miclini.

## Tracce
1. Bob Sinclar – Peace Song (feat. Steve Edwards) – 3:39
2. Diva & Jones – E (Without Me) – 2:52
3. Deepswing – In the Music 2010 – 3:37
4. Steve Aoki – I'm in the House – 3:01
5. David Guetta – When Love Takes Over (feat. Kelly Rowland) – 3:43
6. Prezioso feat. Marvin – The Riddle – 3:04
7. The Golden Boys – Out of the Nation (feat. Michie One) – 2:52
8. Katerine – Ayo Technology – 3:45
9. Duck Sauce – Anyway – 3:00
10. Flanders – Time – 3:14
11. Martin Solveig – Boys & Girls (feat. Dragonette) – 3:43
12. Claudia Cream – Just a Little Bit (feat. Fatman Scoop) – 3:04
13. Edward Maya – Stereo Love (feat. Vika Jigulina) – 3:39
14. Mason & Dmc – Corrected (feat. Sam Sparro) – 2:24
15. Sharam – She Came Along (feat. Kid Kudi) – 3:16
16. Shaggy – Fly High (feat. Gary "Nesta" Pine) – 3:22
17. Clou – Don't Regret – 2:06
18. The BeatThiefs – Dub Be Bad (feat. Lindy Layton) – 3:36
19. Brett Dennen – Make You Crazy (feat. Femi Kuti) – 3:28
20. Skunk Anansie – Because of You – 4:17
21. Gossip – Heavy Cross – 4:01
22. Zero Assoluto – Cos'è normale (Radio Edit) – 3:13
23. Neffa – Nessuno – 3:40

Durata totale: 76:36